# Filippo Giulio Mancini
Filippo Giulio Mancini, duca di Nevers (Roma, 1641 – Parigi, 8 maggio 1707), era il nipote del Cardinale Mazzarino, il quale approfittò del favore di cui godeva in quanto padrino di Luigi XIV di Francia e suo primo ministro per far venire la sua famiglia in Francia, facendo in modo di arricchirla, nobilitarla e farla salire di rango. Filippo fu titolato Duca di Nevers.

## Famiglia
Filippo nacque a Roma nel 1641; era figlio del barone Michele Lorenzo Mancini e di Geronima, sorella del cardinale. Dopo la morte di suo padre nel 1656, sua madre Geronima si trasferì da Roma a Parigi su richiesta del fratello, raggiungendo così il resto della famiglia. 
I figli della coppia furono:
- Laura (1636–1657), sposò Luigi di Borbone, duca di Vendôme e fu la madre del generale francese Luigi Giuseppe di Borbone, duca di Vendôme
- Paolo (1636–1652), che morì giovane durante la Fronda, nella battaglia del Faubourg Saint-Antoine.
- Olimpia (1637-1708), sposò Eugenio Maurizio di Savoia-Carignano e divenne la madre del famoso generale austriaco Eugenio di Savoia
- Maria (1639-1715), sposò Lorenzo Onofrio Colonna, Conestabile del regno di Napoli, e fu il primo amore romantico di Luigi XIV di Francia.
- Alfonso (1644-1658), morto adolescente per un incidente in collegio.
- Ortensia (1646-1699), la bellezza di famiglia, che fuggì dal marito violento, Armand-Charles de la Porte, duca de La Meilleraye, ed andò a Londra dove divenne l'amante di Re Carlo II.
- Maria Anna (1649–1714), sposò Godefroy Maurice de La Tour d'Auvergne, duc de Bouillon, un nipote del Maresciallo Henri de la Tour d'Auvergne, visconte de Turenne.

Filippo aveva anche due cugine che si trasferirono in Francia, figlie di un'altra sorella del Cardinale, Laura Margherita Mazarino:
- Laura Martinozzi (1639 ?-1687), che sposò Alfonso IV d'Este, Duca di Modena e fu la madre di Maria Beatrice d'Este, seconda moglie di Giacomo II d'Inghilterra.
- Anna Maria Martinozzi (1640 ?-1672), che sposò Armando di Borbone, Principe di Conti.

## Biografia
Giunge a Parigi nel maggio del 1653, assieme alle sorelle Ortensia e Maria, alla cugina Laura Martinozzi e alle loro rispettive madri. Così come il resto dei nipoti di Mazarino diventa compagno di giochi del giovane Re e di suo fratello Philippe, allora Duca d'Anjou, poi Duca d'Orléans.
Nel 1657 viene ricostituita la compagnia dei Moschettieri del Re, sciolta da Mazarino nel 1646 per dei contrasti con l'allora capitano Jean-Arnaud du Peyrer, conte de Tréville; il Cardinale vi fa entrare il nipote contando di fargli fare carriera con le sue proprie forze, ma il Re lo nomina capitaine-lieutenant. Il Cardinale conosce bene il nipote e sa che si tratta di un buono a nulla empio e dissoluto (parole dello storico Pierre Goubert), e non può fare altro che affiancargli un militare di provata esperienza e bravura: Charles de Batz-Castelmore, conte d'Artagnan. Il Re conferirà il comando a d'Artagnan nel 1667, levandolo definitivamente a Filippo a causa del suo disinteresse per la compagnia.
Nel 1659 viene coinvolto nello scandalo legato alla cosiddetta Orgia di Roissy, riunione avvenuta nella Settimana Santa nella quale Bussy-Rabutin, Louis-Victor de Rochechouart duca de Vivonne ed altri si diedero alla crapula componendo anche dei pezzi satirici sulla Corte e sul Re. Filippo non partecipò che blandamente e lasciò la compagnia prima degli altri, ma l'irremovibilità dello zio gli costò la reclusione nella fortezza di Brisach, ai confini con la Germania, dalla quale uscirà per assistere alle nozze del Re a Sain-Jean-du-Luz il 9 giugno del 1660.
Sempre nel 1659 Mazarino tratta con Carlo II di Gonzaga, duca di Mantova, la cessione dei ducati di Nevers, Rethel e Mayenne assieme alla baronia di Donzy, allo scopo di lasciarla al nipote per farlo creare duca. Le lettere patenti che conferivano la continuazione e conferma del ducato-paria non furono registrate; quelle del 1676 non ebbero esito migliore. Sarà necessario attendere il 1720 per la registrazione e perché il figlio di Filippo possa fregiarsi del titolo effettivo di duca di Nevers e non di un titolo di cortesia come faceva il padre.
Nel 1661 Filippo ereditò parte della colossale ricchezza di suo zio, la maggioranza della quale andò alla sorella minore Ortensia; sempre nello stesso anno viene ricevuto cavaliere dell'Ordine dello Spirito Santo: fu dispensato dal limite minimo di età (35 anni) perché è un privilegio riservato a coloro che portano lo strascico del Re durante la cerimonia nella quale il Re viene a sua volta ricevuto nell'Ordine, in questo caso il giorno successivo all'incoronazione.
Nel 1667 Filippo aiuta sua sorella Ortensia a fuggire dal marito, violento e instabile, procurando cavalli ed una scorta per aiutarla a riparare a Roma, dove trovò rifugio presso la sorella Maria, ora Principessa Colonna.
Filippo ebbe il talento di comporre versi senza la minima fatica; in gioventù frequentò il salotto del poeta Paul Scarron, marito di Françoise d'Aubigné, futura marchesa de Maintenon e presunta moglie morganatica di Luigi XIV. Nel 1677 si trovò a parteggiare per la Fedra ed Ippolito di Nicolas Pradon in contrapposizione a quella del Racine, sostenendo le sue posizioni anche con un sonetto ironico.

## Matrimonio e figli
Nel 1670 sposò Diane Gabrielle Damas, figlia di Gabrielle de Rochechouart de Mortemart e nipote di Madame de Montespan che fu amante di Luigi XIV. Ebbero sei figli, quattro dei quali raggiunsero l'età adulta:
1. Diane Gabrielle Victoire Mancini (1672–1716), sposò Charles Louis Antoine de Hénin-Liénard, principe de Chimay.
2. Philippe Jules François Mancini (1676–1769), principe di Vergagne e del Sacro Romano Impero, poi duca di Nevers.
3. Diane Adélaïde Philippe Mancini (1687–1747), sposò Louis-Armand, Duca d'Estrées.
4. Jacques Hippolyte Mancini, Marchese Mancini (1690–1759), che nel 1719 sposò Anne Louise de Noailles. La loro unica figlia, Marie Diane Zéphirine (1726–1755), sposò Louis Héracle de Polignac e furono genitori di Jules de Polignac marito di Yolande de Polignac, favorita della Regina Maria Antonietta, ed attraverso costoro sono antenati di Alberto II di Monaco.